# مارکو سسچیناتو
 مارکو سسچیناتو (ایتالیایی: Marco Cecchinato؛ زادهٔ ۳۰ سپتامبر ۱۹۹۲) یک تنیس‌باز اهل ایتالیا است.